# Lindsaea gueriniana
Lindsaea gueriniana är en ormbunkeart som först beskrevs av Gaud., och fick sitt nu gällande namn av Nicaise Augustin Desvaux. Lindsaea gueriniana ingår i släktet Lindsaea och familjen Lindsaeaceae. Inga underarter finns listade.